# Ejido San José Atotonilco
Ejido San José Atotonilco är en ort i Mexiko.   Den ligger i kommunen Tlaxco och delstaten Tlaxcala, i den sydöstra delen av landet, 110 km öster om huvudstaden Mexico City. Ejido San José Atotonilco ligger 2 616 meter över havet och antalet invånare är 104.
Terrängen runt Ejido San José Atotonilco är platt åt sydväst, men åt nordost är den kuperad. Runt Ejido San José Atotonilco är det mycket tätbefolkat, med 1 411 invånare per kvadratkilometer. Närmaste större samhälle är Apizaco, 14,2 km söder om Ejido San José Atotonilco. I omgivningarna runt Ejido San José Atotonilco växer huvudsakligen savannskog.